# Agence de transport de Bakou
Par décret du Président de la République d'Azerbaïdjan du 21 décembre 2015, l'Agence des transports de Bakou a été créée sous l'égide du Cabinet des ministres de la République d'Azerbaïdjan.

## Domaines d'activité
- Organisation du contrôle et de la gestion du transport régulier de passagers par route et voitures des services de taxi.
- Organisation de la gestion centralisée du flux de trafic et assurant la régulation du flux de trafic en lien avec les structures impliquées dans le contrôle des transports.
- Assurer le développement du secteur des transports.
- Assurer le contrôle de l'État dans le secteur des transports[2].

## Billets
Le paiement dans les transports publics est effectué par cartes "BakıKART".

### Cartes plastiques «BakıKART»
Le solde des cartes peut être réapprovisionné aux stations de métro de Bakou, aux arrêts de bus, aux automates de paiement «MilliÖN».

### "BakıKART à usage limité"
A l'achat il est possible de charger 1, 2, 3 et 4 voyages, il est impossible de reconstituer le solde sur les terminaux.

## Centres d'échange de transport
«Koroglu», «28 mai», «Lokbatan» et «Darnagul».

## Centre de formation des conducteurs
Pour ceux qui souhaitent occuper des places de chauffeurs vacantes, le "Centre de Formation des Conducteurs" mène des travaux théoriques et pratiques sur l'activité professionnelle et le comportement des conducteurs, ainsi que sur les spécificités du travail supplémentaire et du repos. Les candidats qui ont terminé les cours reçoivent du travail dans les entreprises de transport concernées. Pour participer à la formation, les documents suivants sont requis. 
Lors de la formation des conducteurs, le centre de formation - Test et formation d'Azerbaïdjan - utilise des simulateurs. A l'aide de ces simulateurs, les connaissances des conducteurs et des candidats aux conducteurs sont vérifiées et évaluées, en cas d'erreurs, sous la supervision d'un spécialiste, les compétences de conduite sont améliorées. Après avoir terminé le test, le simulateur émet une évaluation générale de la conduite sur la base de laquelle le conducteur est autorisé à travailler ou non.

## Appels d'offres
Pour le développement des entreprises privées, des appels d'offres sont effectués pour fournir des biens, fournir des services ou effectuer des travaux dans le système de transport. Le contrat est aux meilleures conditions proposées.
Achat de pavillons de stationnement.
Achat de «travaux de marquage routier» (application de bandes blanches et jaunes).
Achat de "Travaux manuels de marquage routier".
Installation de pavillons de stationnement.
Achat de panneaux de signalisation.